# Sofia Eleonora av Sachsen
Sofia Eleonora av Sachsen, född 23 november 1609 i Dresden, död 2 juni 1671 i Darmstadt, var dotter till Johan Georg I av Sachsen och Magdalena Sibylla av Preussen. Hon gifte sig med Georg II av Hessen-Darmstadt, den 1 april 1627.
Hon fick tretton barn varav tre dog vid späd ålder:
- Ludvig VI av Hessen-Darmstadt (1630-1678)
- Sibylla av Hessen-Darmstadt (1631-1676)
- Georg III av Hessen-Darmstadt (1632-1676)
- Sofia Eleonora av Hessen-Darmstadt (1634-1663)
- Elisabet Amalia av Hessen-Darmstadt (1635-1709)
- Louise Christine av Hessen-Darmstadt (1636-1697)
- Anna Marie av Hessen-Darmstadt (1637-1637)
- Anna Sofia II av Hessen-Darmstadt (1638-1683)
- Amalia Juliana av Hessen-Darmstadt (1639-1639)
- Henrietta Dorothea av Hessen-Darmstadt (1641-1672)
- Agustus Philippe av Hessen-Darmstadt (1643-1673)
- Agnes av Hessen-Darmstadt (1645-1645)
- Marie Hedvig av Hessen-Darmstadt (1647-1680)